# Sieraków (województwo świętokrzyskie)
Sieraków – wieś w Polsce położona w województwie świętokrzyskim, w powiecie kieleckim, w gminie Daleszyce.
W latach 1975–1998 miejscowość położona była w województwie kieleckim.
W latach 30. XX w. we wsi znajdował się przystanek końcowy odnogi trasy kolejki z Kielc do Złotej Wody k. Łagowa.